# 103422 Laurisirén
Laurisirén (asteróide 103422) é um asteróide da cintura principal, a 2,1979088 UA. Possui uma excentricidade de 0,0674825 e um período orbital de 1 321,67 dias (3,62 anos).
Laurisirén tem uma velocidade orbital média de 19,40065533 km/s e uma inclinação de 7,2406º.
Este asteróide foi descoberto em 9 de Janeiro de 2000 por A. Oksanen, M. Moilanen.